# Joseph Mathias Fririon
Pour les articles homonymes, voir Fririon.
Joseph Mathias Fririon, né le 25 février 1752 à Vandières (Meurthe), mort le 12 mai 1821 à Pont-à-Mousson (Meurthe), est un général de division, inspecteur en chef aux revues français de la Révolution et de l’Empire.

## États de service
Il entre en service le 25 mai 1768, comme soldat au régiment d’Artois-infanterie, il devient sergent le 20 septembre 1770, fourrier le 22 décembre 1775, quartier-maitre trésorier le 16 juin 1776, et capitaine le 30 mai 1788. Passé le 1er janvier 1791 au commandement d’une compagnie, il est fait chevalier de Saint-Louis le 6 mai 1792. 
Affecté successivement aux armées du Nord et du Rhin, il se signale le 6 janvier 1793, au combat de Hoccheim, où il remplissait alors les fonctions d’adjoint à l’état-major général. Du 21 septembre au 13 octobre 1793, il a le commandement temporaire de Wissembourg, et il est nommé adjudant-général chef de bataillon provisoire le 17 avril 1794. 
Il est confirmé dans son grade le 27 novembre 1794, et il rejoint l’armée du Rhin, comme chef de l’état-major général. Le 13 juin 1795, il obtient le brevet d’adjudant-général chef de brigade, et continue de servir aux armées du Rhin et de Rhin-et-Moselle de l’an III à l’an VI. Chargé en l’an VII, de plusieurs missions importantes, il reçoit le 7 février 1800, sa nomination d’inspecteur aux revues (général de brigade), et il est fait chevalier de la Légion d’honneur le 25 mars 1804.
En l’an XII et en l’an XIII, il exerce ses fonctions aux camps de Bruges et de Saint-Omer, puis en 1806 et 1807, à la Grande Armée. Il est élevé au grade d’officier de la Légion d’honneur le 26 décembre 1805. Il est promu inspecteur en chef aux revues (général de division) le 20 janvier 1810, et nommé secrétaire général du ministère de la guerre, poste qu’il occupe jusqu’aux événements politiques de 1814. Il est créé baron de l’Empire le 2 octobre 1813, et il est admis à la retraite le 9 décembre 1815.
Il meurt le 12 mai 1821, à Pont-à-Mousson.

## Famille
Il a deux neveux généraux :
- Le général de division et baron de l’Empire François Nicolas Fririon (1766-1821)
- Le général de brigade et baron de l’Empire Joseph François Fririon (1771-1849)

## Dotation
- Dotation de 4 000 francs de rente annuelle sur les biens réservés en Trasimène le 29 décembre 1812.

## Armoiries
| Figure | Nom du baron et blasonnement |
| ------ | --- |
|        | Armes du baron Joseph Mathias Fririon et de l'Empire, décret du 29 décembre 1812, lettres patentes du 2 octobre 1813, officier de la Légion d'honneur D'argent au chien assis, contourné, la tête élevée, de sable, colleté d'or, et surmonté d'une étoile de gueules ; franc-quartier des barons tirés de l'armée, brochant au neuvième de l'écu. Livrées : les couleurs de l'écu. |

## Sources
- A. Lievyns, Jean Maurice Verdot, Pierre Bégat, Fastes de la Légion-d'honneur, biographie de tous les décorés accompagnée de l'histoire législative et réglementaire de l'ordre, Tome 4, Bureau de l’administration, 1844, 640 p. (lire en ligne), p. 351.
- « La noblesse d’Empire » (consulté le 9 mars 2017)
- Vicomte Révérend, Armorial du premier empire, tome 4, Honoré Champion, libraire, Paris, 1897, p. 191.
- Léon Hennet, Etat militaire de France pour l’année 1793, Siège de la société, Paris, 1903, p. 98.
- Joseph Fririon, Notice biographique sur M. le général baron Fririon (Joseph-François), imprimerie De Montagny, 1853, p. 84.
- « Cote LH/1038/41 », base Léonore, ministère français de la Culture